# Salvia acuminata
Salvia acuminata là một loài thực vật có hoa trong họ Hoa môi. Loài này được Ruiz & Pav. miêu tả khoa học đầu tiên năm 1798.